# Údolí Oslavy a Chvojnice
Údolí Oslavy a Chvojnice este o arie protejată (sit de importanță comunitară — SCI) din Republica Cehă întinsă pe o suprafață de 2.339,11 ha, integral pe uscat.

## Localizare
Centrul sitului Údolí Oslavy a Chvojnice este situat la coordonatele 49°09′27″N 16°10′06″E / 49.1575°N 16.168333°E.

## Înființare
Situl Údolí Oslavy a Chvojnice a fost declarat sit de importanță comunitară în aprilie 2005 pentru a proteja 3 specii de plante și 2 specii de animale.

## Biodiversitate
Situată în ecoregiunea continentală, aria protejată conține 7 habitate naturale: Pajiști panonice carstice (Stipo-Festucetalia pallentis), Pajiști uscate seminaturale și facies de acoperire cu tufișuri pe substraturi calcaroase (Festuco-Brometalia) (* situri importante pentru orhidee), Pante stâncoase silicioase cu vegetație casmofită, Cursuri de apă de la nivel de câmpie la nivel montan, cu vegetație Ranunculion fluitantis și Callitricho-Batrachion, Păduri de stejar și carpen Galio-Carpinetum, Păduri stepice euro-siberiene cu Quercus spp., Păduri pe pante, grohotișuri și ravene de Tilio-Acerion.
La baza desemnării sitului se află mai multe specii protejate:
- plante (3): mușchi (Dicranum viride), Himantoglossum adriaticum, sisinei (Pulsatilla grandis)
- nevertebrate (1): Euplagia quadripunctaria
- pești (1): zglăvoacă (Cottus gobio)